# Gloggnitz (stacja kolejowa)
Gloggnitz (niem.: Bahnhof Gloggnitz) – stacja kolejowa w Gloggnitz, w kraju związkowym Dolna Austria, w Austrii. Znajduje się na Südbahn i była do czasu otwarcia w 1854 roku Semmeringbahn, stacją końcową na tej linii.

## Połączenia

### Dalekobieżne
| Linia  | Trasa                                         | Takt                  |
| ------ | --------------------------------------------- | --------------------- |
| IC 550 | Graz Hbf – Gloggnitz – Wien Hbf – Praha hl.n. | raz dziennie          |
| D      | Mürzzuschlag – Gloggnitz – Wien Hbf           | raz dziennie Pon-Piąt |

### Regionalne
| Linie | Strecke | Taktfrequenz        |
| ----- | --- | ------------------- |
| R     | Payerbach-Reichenau – Gloggnitz – Wiener Neustadt Hbf – Wien Meidling – Wien Floridsdorf – (Retz i Znojmo lub Bernhardsthal i Břeclav) | 30/60-Minutowy-Takt |
| REX   | Mürzzuschlag – Gloggnitz – Wien Meidling                                                                                               | jedna para pociągów |

## Linie kolejowe
- Südbahn